# Kleinserie
Kleinserie ist die Bezeichnung einer speziellen Produktionsform für eine besondere Produktegruppe in begrenzter Anzahl.

## Allgemeines
Die Kleinserie unterscheidet sich vom wenig abzuändernden, insgesamt gleichbleibenden Massenprodukt.
Nach kaufmännischer Usanz bewegt sich die Anzahl einer Kleinserie zwischen drei bis hundert Exemplaren. Angaben in Prozenten einer Gesamtbevölkerung beispielsweise sind nicht möglich (man denke an Staaten wie USA und China). Kleinserien sind demnach sowohl intentional und materiell – und nur wenn beide Faktoren gleichzeitig zusammenwirken – in geringer Stückzahl realisierte Produkte. Kleinserien unterliegen generell der halbindustriellen Produktion, das heißt viele manuelle Produktionsschritte sind gewöhnlich aufzubringen. Mengen (im Sinne von Wasser oder Elektrizität) gehören nicht in diese Kategorie.

## Gründe für Kleinserien
Für die Fertigung eines Produktes in kleiner Anzahl gibt es ökonomische oder rechtliche Gründe. Vertriebsformen wie „in Kommission“ (d. h. zur Abrechnung zu einem späteren Zeitpunkt), „auf Probe“, „zur Ansicht“ werden fast immer herangezogen um Produkte aus einer Kleinserie in den Markt einzuführen. Entsprechend ist meist der tatsächlich (oder angenommene) nicht vorhandene Markt (d. h. der [erwartete] Verkauf liegt unter den Investitionskosten) zu nennen, nicht weniger auch, das für eine Großserie fehlende Kapital; dazu führen u. a. kapitalintensive Produktionsprozesse bzw. Produktionsmittel, so dass Produkte nur in einer Kleinserie (oder als Einzelstück) hergestellt werden können, wie dies etwa bei der Herstellung mittels 3D-Druck / Rapid Prototyping geschieht.

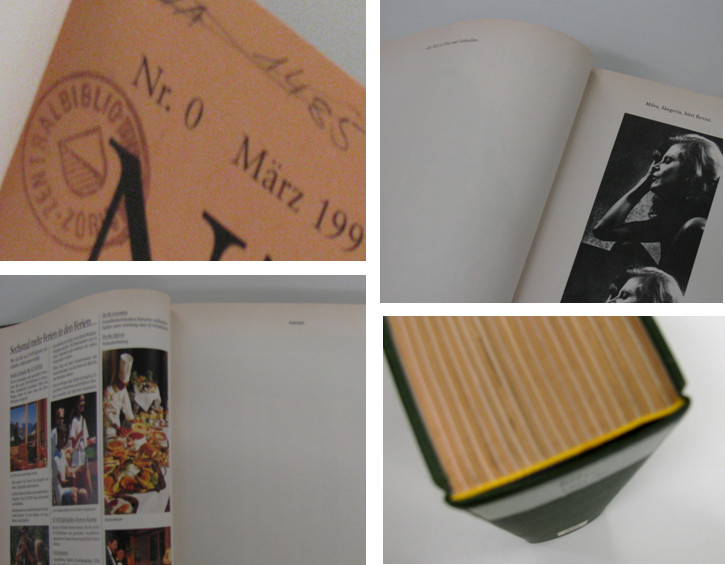
Nullnummer eines Zeitungsmagazins mit zum Teil bereits rubrizierten, jedoch leeren Seiten, gebunden mit drei Jahrgängen in einem Bibliotheksband, gestempelt mit Vermerk.

Außerdem werden Forschungsmuster (d. h. für die weitere Produktentwicklung vorgesehene (Zerstörungs–)Muster) zur Vorlage bei (Partner–)Universitäten / -Professoren oder bezüglich einer Bewertung bei Experten, Opinion Leaders, First Adopters und/oder einem repräsentativen Teil der Bevölkerung in Kleinserie erzeugt; in diesem Fall kann diese auch Musterserie oder Nullserie genannt werden. Die Nullserie ist eine gern in Anspruch genommene Form der Kleinserie bei Verlagsprodukten, insbesondere Zeitschriften, und entspricht einer Zeitschrift „auf Probe“, bei der Layout, thematische Ausrichtung und Umfang zunächst bei ausgewählten Lesern und (künftigen) Inserenten geprüft werden.
Rechtliche Gründe – hier steht die Patentierfähigkeit im Vordergrund – können für die Kleinserie ausschlaggebend sein, um rasch den Nachweis eines Marktganges zu erlangen. In einigen Staaten verhindern nicht eingehaltene gesetzliche Fristen, die für die Verwertung bzw. Markteinführung für die in Erfinderpatenten beschriebene Produkte bestehen, die Produktion in Großserie, weil mit der Nichteinhaltung der Frist auch der Patentanspruch – jedoch nicht der Musterschutz – verfällt und allfällige neue Verfahren und Techniken automatisch / von Rechts wegen zum Stand der Technik gezählt werden.
Groß- oder Massenserie ergänzende Produkte, die sich in Farbe, Form, Material oder Ausstattung jeweils unterscheiden können, sind ebenso Kleinserien zuzurechnen, auch wenn der Produzent weder Patent- noch Musterschutz beantragt.
Viele Produkte des täglichen Gebrauchs müssen Standards genügen. Bei diesen Verfahren der (Industrie-)Normung und ebenfalls zur Setzung neuer industrieller Standards von Produkten (DIN, EN, CENELEC, IEEE, BS u. a.) sind Kleinserien angezeigt.

## Kunst
In den Künsten und der Verlagsproduktion können Wertgebung- und/oder Wertvermehrung (Seltenheit bzw. für spez. Formen der Kunstreproduktion wie Kupferstiche) für Kleinserien ausschlaggebend sein. Dazu gehören auch Kleinst- bzw. Kleinauflagen (personen- oder geschäftsbezogene Festschriften, (hand)nummerierte Auflagen, z. T. Graue Literatur und Literatur aus Selbstverlagen).
In den Künsten zeigt sich, wie Produktionsmittel, Kleinserie und von Kleinserien abzugrenzende Einzelstückproduktion zusammenwirken. Der Kupferstich ist dafür geradezu exemplarisch: Einerseits ist die Matrize eine Einzelanfertigung, welche für die Vervielfältigung des Werkes als Grundlage herangezogen wird. Aufgrund der Materialeigenschaften des Kupfers weist die Matrize eine schnelle Abnutzung auf, so dass eine begrenzte Anzahl von Abzügen (Reproduktionen) hergestellt werden kann. Hier setzen dann auch Wertgebung und/oder Wertvermehrung an, als zugleich auftretende Faktoren der Wertschöpfungskette. Dieser Kategorie sind ebenfalls Erzeugnisse aus Hand-, Privat- bzw. Kunstpressen (sogenannte Pressedrucke) zuzurechnen.
Im kunstnahen Bereich des Designs (Produktgestaltung) und der Textilien treten Kleinserien als vornehmlich handgearbeitete Erzeugnisse mit exakt gleichbleibenden Eigenschaften (Farbe, Form, Muster, Rapporte) auf, sofern sie nicht von vornherein als Einzelstücke zu werten sind (vgl. oben).

## Abgrenzung
Ebenso wie die Kleinserie eine Produkte übergreifende bzw. unabhängige Kategorie darstellt, ist auch die der Einzelanfertigung aufzufassen.
Entsprechend sind von einer Kleinserie abzugrenzen: die einmalige Herstellung eines Produktes für besondere Zwecke (Tests, Patentanträge oder Einzelexploration mit Experten) einschließlich medizinischer Hilfen (Prothesen, Implantate und Sehhilfen), welche einer individuellen Anpassung an den Patienten bedürfen.
Besondere Produktionsfaktoren bestimmen den Bereich der Literatur (Manuskript), des Films (Drehbuch, Storyboard), der (bildenden) Kunst; des Kunstgewerbes oder die Kunstfotografie mit ein bis höchstens drei Fotoabzügen (meist unter Vernichtung des Fotonegativs); darüber hinaus gehören Druckmatrizen und die Herstellung einer Mutterplatte in der Tonträgerindustrie dazu. Sie alle sind Unikate. Technische Dokumente wie Entwürfe bzw. Baupläne in der klassischen Architektur, zeichnerische Entwürfe in der bildenden Kunst sind gleichfalls als Einzelanfertigungen anzusprechen.
Hinsichtlich der Produktionsmengen (aus einer Großserie stammender Produkte) ist eine Drosselung der Produktionsanzahl eines in Großserie hergestellten Produktes zu nennen, die nicht zum Bereich der Kleinserie gehört, ebenso verbliebene, erhaltene und/oder beschädigte Anzahl vorgängig produzierter Waren (z. B. Konkursware, Restposten). Auch Mindestmengen von herzustellender Waren (wie beispielsweise die Exemplarzahl bei Tonträgern um in den Genuss von Vorteilen zu gelangen, Aufnahme in Vertriebskataloge, Sendeplatz (Nutzung seitens Radio und Fernsehstationen), GEMA etc.) gelten nicht als Kleinserie. Ihre Form ist die der Mindestabnahmemengen, eigentlich durchwegs eine Eigenschaft wie sie im Zusammenhang von Großserien auftritt.
Gastronomische Erzeugnisse, Menüs und Backwaren werden im Bewusstsein der Konsumenten weder als Klein-, Mittel- noch Großserie verstanden. Dies dürfte damit zusammenhängen, dass die Gastronomie, gastronomische Zuliefer- und Bauernbetriebe nicht primär als Industriezweig, sondern als Branche bzw. ihre Produkte als mit Tradition und Sorgfalt erzeugte Waren verstanden und wahrgenommen werden.

## Besondere Formen von Großserien
Im Zusammenhang mit der Serienfertigung sind auch besondere Formen der Herstellung zu nennen, wie diese sich heute wirtschaftlich (und z. T. ökologisch motiviert) durchzusetzen beginnen. Ihnen ist gemeinsam, dass sie als Großserien angesprochen werden müssen, weil intentional die Produktionskette für große Fertigungszahlen ausgelegt ist, auch wenn dies vertriebsseitig nicht direkt erkennbar wird. Es sollen mit diesen Produkten weite Bevölkerungskreise erreicht werden bei geringen Produktionskosten. Für diese speziellen Produktionsformen sei ebenfalls auf The Long Tail verwiesen. Ihnen können zugerechnet werden: Book-on-Demand (BoD und E-Book), Video-on-Demand (VoD), Audio-on-Demand (CD-on-Demand), ebenso Erzeugnisse im Sinne multimedialer Erlebniswelten (Computerspiele) und Softwaredistributionen (z. B. Linux OpenSUSE etc.). Eine noch nähere Bindung zwischen Industrie und Einzel-User / Endverbraucher ist mit SaaS (Software as a Service) und in den damit verbundenen Clouddiensten zu sehen. In der Geschichte des Computings wurde dieser Gedanke schon früh – allerdings mit wesentlich geringerer Rechenleistung – ab 1964 mit dem System/360 von IBM umgesetzt.
Softwareentwicklung beispielsweise teilt mit dem Film diese besonderen Produktionsformen, indem sie zunächst als Unikat vervielfältigt (Softwaretesting) bzw. Filmkopien in geringer Zahl für die Kinovorführungen (besondere Form der Massenverbreitung) und schließlich als produktions- und vertriebsrechtlich geschütztes Massenprodukt (DVD) käuflich erworben werden kann.

## Die Großserie tritt als Kleinserie und als Unikat in Erscheinung
Seit den 2010er Jahren ist zu beobachten, dass sich die Kategorien Groß- / Kleinserie und Einzelstück zunehmend vermischen. In der Grundlage bauen diese Mischformen auf die Großserie auf, indem sie ein Produkt als Rohling zu seiner Individualisierung (meist online) zur Verfügung stellen, das in seinen einzelnen Aspekten (Geschmack, Gestaltung, Ausstattung) verändert werden kann. Vermehrt werden auch dem stationären Handel (z. B. Restaurant, Buchhandlung) die Produktionsmittel zur Verfügung gestellt, um rasch ein vom Kunden zum Teil hochindividualisiert gestaltetes Produkt unmittelbar dem Verkauf zuzuführen.
Es wird mitunter geäußert, dass zu vermuten ist, Produktionsmittel und -instrumente der Industrieentwicklungen aus den 1990er Jahren wären nun vermehrt dem «breiten Publikum» zur Verfügung gestellt worden, welche technologisch jedoch für eine einfachere Handhabung für die Endverbraucher inzwischen wesentlich verbessert wurden, somit eine Demokratisierung der Produktionsmittel stattfinde.
Die wirtschaftlichen Folgen dieser Entwicklungen für den stationären Einzelhandel sind noch weitgehend offen und könnten – so die Kritiker – zu einer Verschärfung der Konkurrenz zwischen Industrie (traditionell ein Produzent ohne Kontakt zum Endverbraucher), dem Zwischenhandel (Retailer/Verteiler/Importeur) und dem Einzelhandel vor Ort führen. Befürworter sehen in der Entwicklung dieser stark individualisierten Produktionsweisen eine höhere Durchdringung des Marktes auch in ländlichen Regionen, insofern als der Einzelhandel damit ein Produkt nicht nur wesentlich näher zum Kunden bzw. Endverbraucher rücken kann, sondern es diesem gleichzeitig ermöglicht, diverse Aspekte vor dem Kauf auch selbst zu gestalten.
Eine zeitlich begrenzte Variante dieser Mischformen betrifft in Bibliotheken ausgeliehene elektronische Bücher und Dokumente – teilweise noch diskutiert und zum Teil schon umgesetzt. Dabei werden die Digitalisate/digitalen Inhaltsträgerformate nach einer gewissen Zeit automatisch gelöscht bzw. weitere Zugriffe während einer im Voraus festgelegten Leihfrist (auf den durch die Institution zur Verfügung gestellten Lesegeräten) gesperrt.
Rechtliche Belange
Betreffend Patentierung und Musterschutz dieser Produkte seitens des gestaltenden Endverbrauchers lassen sich unter der gegenwärtig vertretenen Rechtsprechung keine Ansprüche gegen den Produzenten der Produktionsmittel und der Rohlinge ableiten, da die Produktionsmittel und Zutaten (z. B. von Nahrungsmitteln und Zusatzstoffen) die regulären Prozesse der Hinterlegung bei Patentämtern, Prüf- und Zulassungsstellen bereits durchlaufen haben, damit dem Stand der Technik entsprechen. Ebenso wenig würde die Beanspruchung eines Musterschutzes vor Gericht Bestand haben können (Endverbraucher als Gestalter einer Einzelanfertigung vs. Produzent der Rohlinge), da sich die individualisierte Gestaltung dieser Produkte in den Bahnen der Vorhersehbarkeit bewegt, die mit dem Patentschutz bereits geschützt sind (Rangordnung/Hierarchie der Rechtsquellen).
Dasselbe Prinzip hat Geltung für eine Spielsituation, die aufgrund von Interaktivität in Computerspielen auftritt – oder welche auch in interaktiven Musikvideos erzeugt werden kann. In Fällen von Bild, Ton und Schrift (und insbesondere veränderten Kombinationen davon, die aus und für die Netzgemeinschaft geschaffen wurde) wird beim Urheberrecht vom sog. User-generated-Content ausgegangen und/oder (wo zulässig) von Public Domain. Oft ist die Bedeutung von Stillschweigen des Urhebers in der Auslegung gefasst, dass es einem Bild-/Textautor bzw. Komponisten zwar unmöglich ist, die Kontrolle über sein elektronisches Werk alleine im Auge zu behalten und diese dem fairen Gebrauch/»fair Use« [im Sinne des »kleinen Zitats«] zustimmen würde, da es auch der Bekanntmachung und Verbreitung eines Werkes dient, wobei der jeweilige Autor gleichzeitig mindestens eine der minimalen Vorkehrungen zum Schutz seines Werkes getroffen haben muss (DOI-Vermerk, nummernidentifizieren Link, Veröffentlichung auf eigener Internetseite bzw. -plattform / oder unter eigenem Namen bzw. Pseudonym, als Software- oder Serviceanwendung mit eigenem (Marken-)Namen, Permanenter Link, Digitales Wasserzeichen, EULA, GNU-Lizenz, CreativeCommons [CC], Cultural Commons Collecting Society [C3S], nachweisliche Selbstzustellung und/oder notarielle Hinterlegung und Verwahrung), da der Urheberschutz zwar auf einer interstaatlichen verrechtlichten Grundlage (RBÜ) beruht, jedoch in den verschiedenen Ländern nach deren Rechtsverständnis laufend ausgestaltet (revidiert) wurde und wird und Urheber sich immer gegenüber Dritten bei rechtlichen Unklarheiten belegen müssen.
Insbesondere für die Urheberrechtsfragen im Internet liegen bis zum heutigen Zeitpunkt keine länderübergreifende Rechtsurteile vor, so dass meist initial (partielle) Bezahlsysteme eingesetzt werden, um einem Urheber (oder einer Firma) einen finanziellen Ausgleich für die Aufwendungen zur Bereitstellung der Inhalte zu gewähren. Eine Möglichkeit von diesen Bezahlsystemen besteht in der Bezahl-SMS für die (mobile) Telefonie, die eine Teilnahme an Wettbewerben und/oder Abstimmungen (Public Tele Voting / TED) erlauben. Eine Zurverfügungstellung von weiterführenden Links und deren damit verbundenen (zu bezahlenden) Webinhalten wird derzeit mittels einer obligatorischen Registrierfunktion entweder über Abonnementspreise oder beim effektiven Zugriff auf den entsprechenden Link und die Bezahlung selbst über Kreditkartenportale (sogenannte Pay-Walls) und/oder via Telefonverbindungsabrechnungen realisiert.